# San Michele all'Adige
San Michele all'Adige là một đô thị ở tỉnh Trento ở vùng Trentino-Alto Adige/Südtirol của Ý, tọa lạc cách 15 km về phía bắc của Trento. Tại thời điểm ngày 31 tháng 12 năm 2004, đô thị này có dân số 2.531 người và diện tích là 5,3 km².
Đô thị San Michele all'Adige có các frazione (đơn vị trực thuộc) Grumo.
San Michele all'Adige giáp các đô thị: Mezzocorona, Giovo, Mezzolombardo, Faedo, Nave San Rocco và Lavis.